# Indenrigsrute
Begrebet indenrigsrute bruges typisk inden for luftfart om flyruter inden for et lands grænser. Afhængigt af landets størrelse, topografi og infrastruktur kan indendrigsflyvning benyttes af forskellige årsager.
- Feeder-ruter fra provinsen til større lufthavne.
- Pendlerruter fra fx øer uden fast forbindelse.
- Uvejsomt eller usikkert terræn, som gør flytransport til den mest pålidelige rejsemåde.
- Hurtigste vej mellem områder i større lande.

## Indenrigsflyvning i Danmark
Grundet Danmarks begrænsede størrelse og stærkt udviklede infrastruktur på vej- og jernbaneområdet, har indenrigsflyvning ikke været en særlig udbredt form for transport. Især ikke efter Storebæltsbroens tilblivelse. Undtagelsen af indenrigsruten mellem Aalborg og København, der årligt har mere end én million passagerer – mere end resten af indenrigsruterne tilsammen. Udover Aalborg opereres indenrigsruter fra Københavns Lufthavn til Bornholm, Billund, Sønderborg, Tirstrup og Karup. I Danmark er det primært SAS, Norwegian og Danish Air Transport der flyver indenrigs.

### Særlige forhold omkring Grønland og Færøerne
Grønland og Færøerne har ikke tiltrådt Schengen-samarbejdet og er ikke omfattet af Danmarks EU-medlemskab. Øerne er dog, til trods for deres delvise selvstyre, stadig en del af det danske rigsfællesskab, og der findes derfor en bestemmelse, der dikterer, at såfremt de danske myndigheder opretholder tilstrækkelig kontrol ved rejser mellem øerne og lande uden for Schengen-samarbejdet, er rejsende mellem Danmark og øerne fritaget for paskontrol (dog er anden billedlegitimation stadig påkrævet). En flyvning til Grønland eller Færøerne kan derfor i princippet betragtes som en indenrigsflyvning. Flyveplanmæssigt forlader man dog dansk luftrum undervejs.

## Indenrigsruter i Danmark
Nuværende indendrigsruter i Danmark:
- København – Aalborg
- København – Billund
- København – Karup
- København – Rønne (Bornholm)
- København – Sønderborg
- København – Tirstrup (Aarhus)

I begrænsede perioder og som midlertidige charterruter flyves der også på følgende ruter:
- Aalborg – Bornholm[1]
- Billund – Bornholm
- København – Odense (for flyvning videre til feriedestinationer)
- Roskilde – Anholt – Læsø

## Eksterne kilder og henvisninger
1. ↑  Ny flyrute fra Aalborg til Bornholm fra 15. juni, nordjyske.dk 28.marts 2017

 Der er for få eller ingen kildehenvisninger i denne artikel, hvilket er et problem. Du kan hjælpe ved at angive troværdige kilder til de påstande, som fremføres i artiklen.